# 小行星8507
小行星8507（英語：8507）是一颗围绕太阳公转的小行星。1991年2月15日，太空监视在基特峰发现了此天体。
这颗小行星的绝对星等为345.6597613805704等。